# Alexander Thom
Alexander Thom ( 26 de marzo de 1894 en Carradale Mains, Argyll, Escocia - † 7 de noviembre de 1985 en Fort William, Escocia) fue un ingeniero escocés y arqueólogo aficionado, famoso por su teoría de la yarda megalítica y de sus estudios de Stonehenge y de otros sitios arqueológicos, como, por ejemplo, el círculo de piedras de Castlerigg.

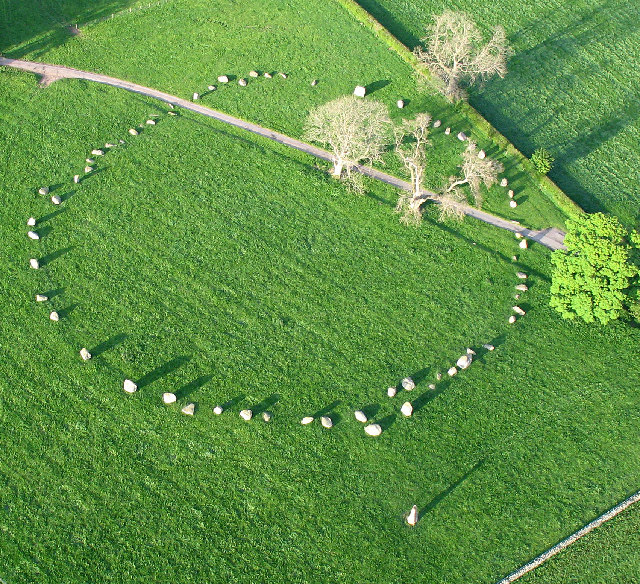
Long Meg and Her Daughters, el mayor ejemplo de sus círculos achatados tipo B

Thom era un graduado de la Universidad de Glasgow. Se desempeñó como profesor de Ingeniería en la Universidad de Oxford en donde su principal interés de investigación fueron los métodos que la gente prehistórica usaba para construir los monumentos megalíticos. Thom llegó a estar especialmente interesado en los círculos de piedra de las islas británicas y la Bretaña Francesa y sus asociaciones astronómicas.

## Investigaciones
Thom viajó en la compañía de su hijo, a sitios prehistóricos realizando mediciones y analizando los datos creados. En 1955, Alexander Thom publicó el análisis estadístico de varios sitios megalíticos en Gran Bretaña en la cual sugirió la yarda megalítica como medida prehistórica estandarizada.
También intentó clasificar los círculos de piedra en diversos tipos morfológicos. Thom identificó numerosas orientaciones solares en los círculos de piedra que lo llevaron a estar a favor de un calendario prehistórico de 8 meses dividido en verano, invierno y los dos equinoccios y después subdividido por los cuartos escoceses.
Exploró estos asuntos más profundamente en sus libros posteriores, Los sitios megalíticos en Gran Bretaña (Oxford, 1967), Los observatorios lunares megalíticos (Oxford, 1971) y Los restos megalíticos en Gran Bretaña y Bretaña (Oxford, 1978).

## Publicaciones
De arqueoastronomía
- Thom, Alexander (1955). «A Statistical Examination of the Megalithic Sites in Britain». Journal of the Royal Statistical Society. Series A (General). 118. part III (3): 275-295. JSTOR 2342494. doi:10.2307/2342494.
- Thom, Alexander., The egg-shaped standing stone rings of Britain, Archivs internationales d'Histoire des Sciences, 14, 291-303, 1961
- Thom, Alexander., The geometry of megalithic man, Mathematical Gazette, 45, 83-93, 1961
- Thom, Alexander., The megalithic unit of length, Journal of the Royal Statistical Society, A 125, 243-251, 1962
- Thom, Alexander., The larger unit of megalithic man, Journal of the Royal Statistical Society, A 127, 527-533, 1964
- Thom, Alexander., Megaliths and mathermatics, Antiquity, 40, 121-128, 1966
- Thom, Alexander., Megalithic sites in Britain, Clarendon Press, Oxford, 1967
- Thom, Alexander., The metrology of cup and ring marks, Systematics, 6, 173-189, 1968
- Thom, Alexander., Megalithic Lunar Observatories, Clarendon Press, Oxford, 1970
- Thom, Alexander and Thom, Archibald., The astronomical significance of the large Carnac menhirs, Journal for the History of Astronomy, 2, 147-160, 1971
- Thom, Alexander., The Carnac alignments, Journal for the History of Astronomy, 3, 11-26, 1972
- Thom, Alexander., The uses and alignments at Le Menec, Carnac, Journal for the History of Astronomy, 3, 151-164, 1972
- Thom, Alexander., The Kerlescan cromlechs, Jornal for the History of Astronomy, 4, 169-173, 1973
- Thom, Alexander., A megalithic lunar observatory in Orkney, Journal for the History of Astronomy, 4, 169-173, 1973
- Thom, Alexander., The Kermario alignments, Journal for the History of Astronomy, 5, 30-47, 1974
- Thom, Alexander; Stevenson Thom, Archibald; Strang Thom, Alexander (1974). «Stonehenge». Journal for the History of Astronomy 5: 71-90. Bibcode:1974JHA.....5...71T. |last2= y |autor2= redundantes (ayuda); |last3= y |autor3= redundantes (ayuda)
- Thom, Alexander., Further work on Brogar Lunar Observatory, Journal for the History of Astronomy, 6, 100-114, 1975
- Thom, Alexander; Stevenson Thom, Archibald; Strang Thom, A lexander (1975). «Stonehenge as a Possible Lunar Observatory». Journal for the History of Astronomy 6: 19-30. Bibcode:1975JHA.....6...19T. |last2= y |autor2= redundantes (ayuda); |last3= y |autor3= redundantes (ayuda)
- Thom, Alexander., Avebury volume 1: A new assessment of the geometry and metrology of the ring, Journal for the History of Astronomy, 7, 183-192, 1976
- Thom, Alexander., Thom, Archibald and Foord, T.R., Avebury volume 2: the West Kennet Avenue, Journal for the History of Astronomy, 7, 193-197, 1976
- Thom, Alexander., Thom, Archibald and Gorrie, J.M., The two megalithic lunar observatories at Carnac, Journal for the History of Astronomy, 7, 11-26, 1976
- Thom, Alexander., Megalithic Astronomy, Journal of Navigation, 30, 1-14, 1977
- Thom, Alexander., A Forth Lunar Foresight for the Brogar Ring, Journal for the History of Astronomy, 8, 54-55, 1977
- Thom, Alexander., A reconsideration of the Lunar Sites in Britain, Journal for the History of Astronomy, 9, 170-179, 1978
- Thom, Alexander., Megalithic remains in Britain and Brittany, Clarendon Press, Oxford, 1978
- Thom, Alexander., The standing stones in Argyllshire, Glasgow Archaeological Journal, vi, 5-10, 1979
- Thom, Alexander., A new study of all lunar lines, Journal for the History of Astronomy: Archaeoastronomy, 2, 78-94, 1980
- Thom, Alexander., Astronomical foresights used by Megalithic man, Journal for the History of Astronomy: Archaeoastronomy, 2, 78-94, 1980
- Thom, Alexander, Thom Archibald Stevenson, Burl, Aubrey., Megalithic rings: plans and data for 229 monuments in Britain, British Archaeological Reports, 1980, ISBN 978-0-86054-094-6
- Thom, Alexander, Statistical and philosophical arguments for the astronomical significance of standing stones, in D.C. Heggie, Archaeoastronomy in the Old World, Cambridge University Press, 53-82, 1982
- Thom, Alexander, Statistical and philosophical arguments for the astronomical significance of standing stones with a section on the solar calendar, in D.C. Heggie, Archaeoastronomy in the Old World, Cambridge University Press, 53-82, 1982
- Thom, Alexander, Observations of the moon in megalithic times, Archaeoastronomy, 5, 57-66, 1983
- Thom, Alexander, The two major Megalithic observatories in Scotland, Journal for the History of Astronomy, 15, 129-148, 1984
- Thom, Alexander, Aubrey Burl Stone Rows and Standing Stones: Britain, Ireland and Brittany B.A.R. 1990, ISBN 978-0-86054-708-2 1990